# Династија (српска ТВ серија)
Династија је српска телевизијска сапуница продукцијске куће Emotion. Премијера серије била је 27. септембра 2021. године на Пинку. Представља римејк истоимене америчке серије из 1980-их.
Радња серије је смештена у Београду и врти се око богате породице Кадић. Главне улоге су тумачили Бранимир Поповић као грађевински тајкун Бранко Кадић, Ана Васиљевић као његова нова супруга Кристина, Магдалена Мијатовић и Андреј Јемцов као Анастасија и Стефан, његова деца из првог брака и Марија Каран као његова бивша супруга Александра.
Серија је најављена у септембру 2020. године, а снимање је кренуло у мају 2021. године. Првобитни план је био да се обраде свих 220 епизода оригиналне серије. Упркос интересовању публике и високој гледаности премијере серије, наредне епизоде нису имале задовољавајућу гледаност, те је серија отказана и емитовање прекинуто након 61 епизоде.

## Радња
Kaда један од највећих пословних магната у Србији, Бранко Кадић, одлучи да се ожени својом секретарицом Кристином, покренуће лавину догађаја који ће породицу Кадић бацити у вртлог породичних интрига, љубавних обрта, као и пословних турбуленција са највећим Бранковим такмацем у послу, Војином Константиновићем.
Бранко је готово увек на ивици колапса у пословном свету, али волшебно се извуче сваки пут. Вештину преживљавања стекао је сам поникавши ни из чега и захваљујући њој успео је да се попне на врх друштвене лествице и да тамо остане. У породичним односима, Бранко се не сналази баш најбоље: нема слуха за бисексуалност свог сина Стефана, као ни за амбицију ћерке Анастасије да се оствари у пословном свету. Његова нова супруга Кристина, која постепено открива овај потпуно нов свет за њу, тежи да се прилагоди породици и задржи Бранкову наклоност. У томе је ометају њене претходне афере и повратак бивше Бранкове супруге Александре, па се однос између Бранка и ње константно мења.
Александра се удајом за Војина Константиновића, а убрзо затим и његовом смрћу, поставља као опасан Бранков противник који не одустаје од намере да га уништи.
Ова породична мелодрама базира се на константним препрекама на путу ка љубави и прихватању, тако да се породица Кадић суочава са раставама, преварама, покушајима убиства, отмицама беба, нестанцима и појавом изгубљених чланова, као и честим венчањима.
Пословни свет представља друго поље интрига које Кадиће доводи у животне опасности и међу мафијашке обрачуне; свет раскоши колико год се чинио примамљивим узима данак те Кадићи никад немају мира. То их чини неконвенционалном, али интересантном породицом. Околности које их окружују су несвакидашње – стил, естетика и гламур који остављају без даха, Кадићима представљају златни кавез који ограничава могућност да просто буду срећни.

## Улоге

### Главне
- Бранимир Поповић као Бранко Кадић
- Ана Васиљевић као Кристина Кадић
- Магдалена Мијатовић као Анастасија Кадић Константиновић
- Андреј Јемцов као Стефан Кадић
- Лазар Ђурђевић као Огњен Константиновић
- Сергеј Трифуновић као Момчило Бјелић
- Катарина Марковић као Ана Марија Динић
- Милена Живановић као Лидија Бјелић
- Предраг Бјелац као Војин Константиновић
- Милутин Мима Караџић као Веселин Дражета
- Милутин Милошевић као др Никола Тошковић
- Марија Каран као Александра Кадић Константиновић

### Епизодне
- Александар Радојичић као Михајло Калајић
- Милена Даутовић као Мања Бјелић
- Франо Ласић као Андрија Тодорић
- Небојша Кундачина као Јован Арсић
- Александар Ранковић као Виктор Килибарда
- Воја Брајовић као тужилац Жељко Родић
- Милан Тошић као Тони
- Саша Али као Рашид Ахмед
- Јелица Ковачевић као Сузана
- Стефан Радоњић као Адам Кадић
- Срђан Карановић као Марко Јаковљевић
- Петар Миљуш као Фарук Ахмед
- Милан Стаменковић као Обезбеђење
- Бојан Кривокапић као Мирко Зец
- Ана Јовановић као Круна Арсић
- Џек Димич као Невен Максић
- Ана Михајловски као водитељка Клара Марић

## Епизоде
| Бр. еп. (укупно) | Бр. еп. (у сезони) | Наслов               | Редитељ                    | Премијера           |
| ---------------- | ------------------ | -------------------- | -------------------------- | ------------------- |
| 12               | 12                 | Пилот                | Марија Перовић             | 27. септембар 2021. |
| 3                | 3                  | Венчање              | Марија Перовић             | 28. септембар 2021. |
| 4                | 4                  | Медени месец         | Марија Перовић             | 29. септембар 2021. |
| 5                | 5                  | Свечана вечера       | Марија Перовић             | 30. септембар 2021. |
| 6                | 6                  | Продана невеста      | Катарина Живановић Ћеранић | 4. октобар 2021.    |
| 7                | 7                  | Откривање            | Катарина Живановић Ћеранић | 5. октобар 2021.    |
| 8                | 8                  | Долазак у рај        | Катарина Живановић Ћеранић | 6. октобар 2021.    |
| 9                | 9                  | Лаж                  | Катарина Живановић Ћеранић | 7. октобар 2021.    |
| 10               | 10                 | Огрлица              | Катарина Живановић Ћеранић | 11. октобар 2021.   |
| 11               | 11                 | Селидба              | Ненад Огњеновић            | 12. октобар 2021.   |
| 12               | 12                 | Рођенданска забава   | Ненад Огњеновић            | 13. октобар 2021.   |
| 13               | 13                 | Раскид               | Ненад Огњеновић            | 14. октобар 2021.   |
| 14               | 14                 | Затвор               | Ненад Огњеновић            | 18. октобар 2021.   |
| 15               | 15                 | Сведочење            | Ненад Огњеновић            | 19. октобар 2021.   |
| 16               | 16                 | Алекс наступа        | Милена Грујић              | 20. октобар 2021.   |
| 17               | 17                 | Пресуда              | Милена Грујић              | 21. октобар 2021.   |
| 18               | 18                 | Александрина тајна   | Милена Грујић              | 25. октобар 2021.   |
| 19               | 19                 | Анастасијин отац     | Милена Грујић              | 26. октобар 2021.   |
| 20               | 20                 | Помирење             | Милена Грујић              | 27. октобар 2021.   |
| 21               | 21                 | Лов                  | Марија Перовић             | 28. октобар 2021.   |
| 22               | 22                 | Побачај              | Марија Перовић             | 1. новембар 2021.   |
| 23               | 23                 | Састанак             | Марија Перовић             | 2. новембар 2021.   |
| 24               | 24                 | Психијатар           | Марија Перовић             | 3. новембар 2021.   |
| 25               | 25                 | Сукоб                | Марија Перовић             | 4. новембар 2021.   |
| 26               | 26                 | Контрола             | Марија Перовић             | 8. новембар 2021.   |
| 27               | 27                 | Бранково слепило     | Марија Перовић             | 9. новембар 2021.   |
| 28               | 28                 | Саслушање            | Марија Перовић             | 10. новембар 2021.  |
| 29               | 29                 | Љубомора             | Марија Перовић             | 11. новембар 2021.  |
| 30               | 30                 | Забава               | Марија Перовић             | 15. новембар 2021.  |
| 31               | 31                 | Беба                 | Марија Перовић             | 16. новембар 2021.  |
| 32               | 32                 | Мајка и син          | Ненад Огњеновић            | 17. новембар 2021.  |
| 33               | 33                 | Пиштољ               | Ненад Огњеновић            | 18. новембар 2021.  |
| 34               | 34                 | Фрагмент             | Ненад Огњеновић            | 22. новембар 2021.  |
| 35               | 35                 | Изнуда               | Ненад Огњеновић            | 23. новембар 2021.  |
| 36               | 36                 | Два принца           | Ненад Огњеновић            | 24. новембар 2021.  |
| 37               | 37                 | Амбис                | Ненад Огњеновић            | 25. новембар 2021.  |
| 38               | 38                 | Николина освета      | Катарина Живановић Ћеранић | 29. новембар 2021.  |
| 39               | 39                 | Кров                 | Катарина Живановић Ћеранић | 30. новембар 2021.  |
| 40               | 40                 | Болничко венчање     | Катарина Живановић Ћеранић | 1. децембар 2021.   |
| 41               | 41                 | Тестамент            | Катарина Живановић Ћеранић | 2. децембар 2021.   |
| 42               | 42                 | Брат и сестра        | Катарина Живановић Ћеранић | 6. децембар 2021.   |
| 43               | 43                 | Марко                | Катарина Живановић Ћеранић | 7. децембар 2021.   |
| 44               | 44                 | Круна                | Катарина Живановић Ћеранић | 8. децембар 2021.   |
| 45               | 45                 | Ла Мираж             | Катарина Живановић Ћеранић | 9. децембар 2021.   |
| 46               | 46                 | Требиње              | Катарина Живановић Ћеранић | 13. децембар 2021.  |
| 47               | 47                 | Медаљон              | Миливој Пухловски          | 14. децембар 2021.  |
| 48               | 48                 | Потрага              | Миливој Пухловски          | 15. децембар 2021.  |
| 49               | 49                 | Ана Марија           | Миливој Пухловски          | 16. децембар 2021.  |
| 50               | 50                 | Давид                | Миливој Пухловски          | 20. децембар 2021.  |
| 51               | 51                 | Лудило               | Миливој Пухловски          | 21. децембар 2021.  |
| 52               | 52                 | Два путника на Хвару | Миливој Пухловски          | 22. децембар 2021.  |
| 53               | 53                 | Тровање              | Станислав Симић            | 23. децембар 2021.  |
| 54               | 54                 | Спајање компанија    | Станислав Симић            | 27. децембар 2021.  |
| 55               | 55                 | Стефанов повратак    | Станислав Симић            | 28. децембар 2021.  |
| 56               | 56                 | Очеви и синови       | Станислав Симић            | 29. децембар 2021.  |
| 57               | 57                 | Тајно венчање        | Станислав Симић            | 30. децембар 2021.  |
| 58               | 58                 | Управни одбор        | Станислав Симић            | 3. јануар 2022.     |
| 59               | 59                 | Породична вечера     | Станислав Симић            | 4. јануар 2022.     |
| 60               | 60                 | Претње               | Станислав Симић            | 5. јануар 2022.     |
| 61               | 61                 | Сплав                | Станислав Симић            | 6. јануар 2022.     |

## Продукција

### Развој
Крајем септембра 2020. године, објављено је да је Emotion Production откупила лиценцу за снимање српске и хрватске верзије чувене америчке сапунице Династија. Власник продукције, Горан Стаменковић, рекао је да се на идеју да се снима домаћа верзија Династије дошло током пролећа 2020. године, када је увидео да Emotion Production никад није радила сапунице. Прво су планирали да ураде нешто ауторско, али су се ипак одлучили за римејк Династије, јер је „један од највећих брендова из времена бивше Југославије” и „ако већ улазимо у то [сапунице], да то буде нешто најбоље икад рађено, а то је Династија, посебно јер је код нас то серија са добрим имиџом.” Додао је да ће централна породица у српској верзији вероватно бити власник трговачког ланца. Било је планирано да снимање почне на зиму, као и да серија у првој сезони има 80-100 епизода. У децембру 2020, Вечерње новости су објавиле да ће се српска верзија Династије приказивати на телевизији Пинк.
Династија је најављена као најскупља домаћа серија икад. На сценарију је радило 17 сценариста, а режирало је 9 редитеља на челу са Маријом Перовић. Било је планирано је да серија има 220 епизода и да снимање траје 18 месеци. У јуну 2021. је објављено да ће се породице Карингтон и Колби у српској верзији презивати Кадић и Константиновић, те да ће се бавити грађевином. Поједине костиме у серији дизајнирала је Биљана Типсаревић, која је желела да серија буде „модно препознатљива” и да има „велики естетски утицај” на публику, као и оригинална верзија.

### Избор глумаца
Кастинг је трајао шест месеци и у серији је било планирано да се појави око 600 глумаца. О глумачкој подели, Стаменковић је рекао: „Хтели смо комбинацију нових и већ веома познатих лица [...] Нисмо ишли линијом мањег отпора да нудимо гледаоцима глумце које стално виђају на екранима у свим пројектима.” Од преко 20 истакнутијих улога, према Стаменковићу, једино 2 глумца нису била први избор. Стаменковић је раније најавио да ће се кастинг радити на подручју целе бивше Југославије.
Наводно су прва замисао продуцената за ликове темељене на ликовима Блејка, Кристл и Алексис из оригиналне серије били Небојша Дугалић, Јелена Гавриловић и Наташа Нинковић, тим редом. У фебруару 2021, потврђено је да ће у серији глумити Предраг Бјелац као Војин Константиновић (Сесил Колби) и Марија Каран, чији лик није откривен. У мају, потврђено је да ће Каранова тумачити српску верзију Алексис Карингтон Колби (Александра Кадић Константиновић). Описала је свој лик као „интересантан, интригантан и шармантан” и неког ко „увек има план, никада не спава и зна шта жели”, додавши да је код ње забавно то што „води главну реч”. Најављено је и да ће Раде Шербеџија тумачити лик Данијела Риса, ког је у оригиналној серији тумачио Рок Хадсон, али Стаменковић је то касније негирао. Током наредних месеци, објављено је да ће у серији глумити и Милан Гутовић, Зоран Цвијановић, Александар Радојичић, Воја Брајовић, Стефан Радоњић и други, у епизодним улогама. У јуну, потврђено је да ће улогу Блејка Карингтона (Бранка Кадића) тумачити Бранимир Поповић. Стаменковић је описао српског Бранка као „сировијег и реалнијег” од оригиналног Блејка. Улогу Бранкове супруге Кристине (Кристл) добила је Ана Васиљевић, бивша манекенка којој је ово био глумачки деби. Одабрана због физичке и карактерне сличности оригиналној Кристл, Васиљевићева је Кристину „нашла у себи и представила кроз себе”, описавши је као „споља нежну, а унутра јаку”. Између 100 кандидаткиња, за улогу Бранкове ћерке Анастасије (Фалон) одабрана је Магдалена Мијатовић. Као разлику између Фалон и Анастасије, навела је то што је Фалон „хладна, док Анастасију води срце, па је афективна”, описавши свој лик као „репрезент савременог доба и девојака које су на неки начин робови друштвених мрежа, тренутних трендова и које су одрасле у изобиљу”. Улогу Анастасијиног супруга Огњена Константиновића (Џеф Колби) тумачио је Лазар Ђурђевић, док је њеног брата Стефана (Стивен) тумачио Андреј Јемцов, који је првобитно био на кастингу за улогу Огњена. Улогу Лидије Бјелић (Клаудија Блејздел) играла је Милена Живановић, коју је привукао „комплексан” лик са поремећајем личности. Катарина Марковић је одабрана за улогу Кристинине сестричине Ана Марије Динић (Семи Џо Дин) након што је продукција одлучила да за ту улогу тражи манекенку. У главној постави били су и Сергеј Трифуновић као Момчило Бјелић (Метју Блејздел), Милутин Мима Караџић као Веселин Дражета (Волтер Ланкершим) и Милутин Милошевић као др Никола Тошковић (Николас Тоскани).
Сања Јовићевић је требало да тумачи лик темељен на лику Трејси Кендал из оригиналне серије, а Марина Ћосић је најављивала да ће тумачити једну од сталних улога касније у серији. Међутим, серија је прекинута пре него што су се њих двоје појавиле у њој.

### Снимање
Након неколико месеци одлагања, снимање је почело 12. маја 2021. године у PFI Studios у Шимановцима, у 2 студија укупне површине 3500 m2, што је највећи сет српске серије до тад. У студијима су снимљени ентеријери виле Кадић, Александриног атељеа и Бранкове фирме.
Вила на Дедињу у Београду коришћена је као екстеријер виле Кадић, док је ергела Сурчин коришћена за сцене сеоског имања Кадића у неколико епизода. Зграда Delta Business Properties коришћена је као екстеријер зграде Kadwest Group, а сцене у Рашидовој вили у Дубровнику снимљене су у вили на Дунаву у Новим Бановцима. Вила Лаура, хотел Belgrade Hills и хотел Crowne Plaza у Београду коришћени су и као екстеријер и као ентеријер Александриног дома, хотела Ла Мираж и Констант холдинга, тим редом. Глумица Магдалена Мијатовић је прокоментарисала да се због снимања на доста различитих локација, а не искључиво у студију, Династија „и визуелно разликује” од других српских сапуница.

## Емитовање
Династија је премијерно приказана 27. септембра 2021. године на телевизији Пинк, када су прве две епизоде емитоване заједно. Серија је емитована од понедељка до четвртка у 21 час, до 11. октобра 2021. (10. епизода), када је премештена у термин од 22 часа. Враћена је у термин од 21 час 25. октобра 2021. (18. епизода) и у том термину су емитоване преостале епизоде. Према подацима агенције за анализу и праћење медија Клипинг, Династија је у септембру 2021. била највише оглашавана серија у дневној штампи.
Од 11. октобра 2021, Пинк је у сарадњи са главним спонзором серије, Глобалтелом, организовао наградну игру за гледаоце серије. Током епизода серије, на екрану се појављивао број телефона, а први гледалац који се јави на тај број телефона након што се појави на екрану, освојио би 100.000 динара те вечери.

### Прекид
Упркос плановима да траје до октобра 2022, снимање је прекинуто крајем децембра 2021. године, када је објављено да ће финале прве сезоне бити 61. епизода, приказана 6. јануара 2022. године. У фебруару 2022, портал Република је пренео да је снимање прекинуто због несугласица између Марије Каран и продукције, те да ће бити настављено кад јој буде нађена замена, међутим то се није десило.
Иако није било званичне потврде продукције или телевизије Пинк, портал Film&TV је пренео да је серија отказана због незадовољавајуће гледаности, те да је непознато хоће ли преостале снимљене епизоде бити приказане.
Светлана Дрињаковић, продуценткиња позната по теленовелама, прокоментарисала је отказивање серије: „Све је било богато постављено, али није имало суштину. Мислим да је ту заказао сценарио и глумци нису знали шта с тим да раде, а као резултат смо добили прекид серије.” Златко Црногорац је за Данас написао да је Династија доживела „највећи дебакл [године]”.

## Пријем

### Гледаност
Прве 2 епизоде, које су емитоване једна након друге, гледало је 1,1 милион гледалаца, што је Династију учинило трећим најгледанијим програмом на свим телевизијама тог дана. Међутим, гледаност је опадала у наредним епизодама, што је и довело до прекида серије. Последњу епизоду је пратило 12% женског аудиторијума.

### Критички пријем
У својој рецензији прве две епизоде за Noizz, Милош Дашић је написао: „Династија је привукла публику, у своје време, раскошном продукцијом, богатством и забавним кичом, све оно што наша верзија нема. Наша Династија је доста јефтинија на пољу продукције”, описавши дијалоге као „преспоре и троме”. Пишући за Време, Драган Илић је приметио да серија делује „раскошно и скупо”, додавши да је „видљива намера да се направи помак у квалитету продукције”.